# Jožef Frančišek Buh
Jožef Frančišek Buh, slovenski duhovnik, misijonar, urednik, izdajatelj in nabožni pisec, * 17. marec 1833, Zadobje, † 3. februar 1923, Duluth, Minnesota, ZDA.

## Življenje in delo
Po ginmaziji in bogoslovju v Ljubljani je bil najprej kaplan v raznih farah na Kranjskem, leta 1864 pa je odšel v Severno Ameriko in umrl 3. febr. 1923 v Duluthu v Minnesoti. Sprva je misijonaril med Indijanci ob jezeru Winnibagu, nato je vodil misijonske postaje v povirju Mississipija, nazadnje pa je bil župnik v novem mestu Ely, kjer je živela močna slovenska kolonija. Med našimi izseljenci je pospeševal ustanavljanje podpornih društev. V Toweru je ustanovil prvo slovensko tiskamo, izdajal tu prvi slovenski časnik v Ameriki Amerikanski Slovenec ter oskrbel več letnikov njegovega Koledarja. 
Priredil je dva nabožna spisa:
- Jezus v sercu (COBISS)
- Srce v Jezusu ali Vir milosti božje (COBISS)

Za pionirsko delo ga je tamošnja oblast odlikovala tako, da je del mesta Pierza, poimenovanega po slovenskem misijonskem škofu Pircu, nazvala Buh. 
Izdan pa je bil tudi poseben zbornik njemu v čast:
- Masinaigans: the little book : a biography of Monsignor Joseph F. Buh, Slovenian missionary in America, 1864-1922, (COBISS)